# Ecnomus ngogoi
Ecnomus ngogoi är en nattsländeart som beskrevs av Francois-Marie Gibon 1992. Ecnomus ngogoi ingår i släktet Ecnomus och familjen trattnattsländor. Inga underarter finns listade i Catalogue of Life.